# Campeonato Europeo de Baloncesto Femenino de 2015
El XXXV Campeonato Europeo de Baloncesto Femenino se celebró conjuntamente en Hungría y Rumanía entre el 11 y el 28 de junio de 2015 bajo la denominación EuroBasket Femenino 2015. El evento es organizado por la Confederación Europea de Baloncesto (FIBA Europa), la Federación Húngara de Baloncesto y la Federación Rumana de Baloncesto.
Un total de veinte selecciones nacionales afiliadas a FIBA Europa compitieron por el título de campeón europeo, cuyo anterior portador era el equipo de España, vencedor de la edición anterior. 
La selección de Serbia se adjudicó la medalla de oro al derrotar en la final al equipo de Francia con un marcador de 76-68. En el partido por el tercer puesto el conjunto de España venció al de Bielorrusia.

## Sedes
| Foto | Grupo      | Ciudad                   | Instalación                   | Capacidad |
| ---- | ---------- | ------------------------ | ----------------------------- | --------- |
|      | A          | Timișoara · ( Rumania)   | Arena de Timișoara            | 3500      |
|      | B          | Oradea · ( Rumania)      | Pabellón Antonio Alexe        | 2010      |
|      | C          | Szombathely · ( Hungría) | Aréna Savaria                 | 3500      |
|      | D          | Sopron · ( Hungría)      | MKB Aréna Sopron              | 2200      |
|      | E          | Debrecen · ( Hungría)    | Pabellón Főnix                | 6500      |
|      | F          | Győr · ( Hungría)        | Arena de Győr                 | 5550      |
|      | Fase final | Budapest · ( Hungría)    | Arena de Deportes Papp László | 5500      |

## Grupos
| Grupo A         | Grupo B     | Grupo C      | Grupo D    |
| --------------- | ----------- | ------------ | ---------- |
| Rumania         | Grecia      | Gran Bretaña | Hungría    |
| Ucrania         | Polonia     | Letonia      | Lituania   |
| República Checa | Bielorrusia | Croacia      | Eslovaquia |
| Montenegro      | Italia      | Rusia        | Suecia     |
| Francia         | Turquía     | Serbia       | España     |

## Calendario
| PF | Primera fase | SF | Segunda fase | 1/4 | Cuartos de final | 1/2 | Semifinales | F | Finales |

| Junio de 2015          | 11 Jue | 12 Vie | 13 Sáb | 14 Dom | 15 Lun | 16 Mar | 17 Mié | 18 Jue | 19 Vie | 20 Sáb | 21 Dom | 22 Lun | 23 Mar | 24 Mié  | 25 Jue  | 26 Vie  | 27 Sáb | 28 Dom |
| ---------------------- | ------ | ------ | ------ | ------ | ------ | ------ | ------ | ------ | ------ | ------ | ------ | ------ | ------ | ------- | ------- | ------- | ------ | ------ |
| Fase (no. de partidos) | PF (8) | PF (8) | PF (8) | PF (8) | PF (8) | –      | SF (3) | SF (3) | SF (3) | SF (3) | SF (3) | SF (3) | –      | 1/4 (2) | 1/4 (2) | 1/2 (2) | –      | F (2)  |

## Primera fase
- Todos los partidos en las respectivas horas locales: Hungría (UTC+2) y Rumanía (UTC+3).

### Grupo A
| Equipo          | J | G | P | PF  | PC  | DP  | PTS |
| --------------- | - | - | - | --- | --- | --- | --- |
| Francia         | 4 | 4 | 0 | 319 | 264 | +55 | 8   |
| Montenegro      | 4 | 3 | 1 | 301 | 263 | +38 | 7   |
| República Checa | 4 | 2 | 2 | 289 | 306 | -17 | 6   |
| Ucrania         | 4 | 1 | 3 | 273 | 314 | -31 | 5   |
| Rumania         | 4 | 0 | 4 | 270 | 315 | -35 | 4   |

- Resultados

| Fecha | Hora  | Partido¹        | Partido¹ | Partido¹        | Resultado |
| ----- | ----- | --------------- | -------- | --------------- | --------- |
| 11.06 | 18:00 | Montenegro      | -        | República Checa | 71-52     |
| 11.06 | 20:30 | Ucrania         | -        | Francia         | 55-79     |
| 12.06 | 18:00 | República Checa | -        | Ucrania         | 80-79     |
| 12.06 | 20:30 | Rumania         | -        | Montenegro      | 61-79     |
| 13.06 | 18:00 | Francia         | -        | República Checa | 85-75     |
| 13.06 | 20:30 | Ucrania         | -        | Rumania         | 78-71     |
| 14.06 | 18:00 | Montenegro      | -        | Ucrania         | 84-71     |
| 14.06 | 20:30 | Rumania         | -        | Francia         | 67-76     |
| 15.06 | 18:00 | Francia         | -        | Montenegro      | 79-67     |
| 15.06 | 20:30 | República Checa | -        | Rumania         | 82-71     |

- (¹) – Todos en Timișoara.

### Grupo B
| Equipo      | J | G | P | PF  | PC  | DP  | PTS |
| ----------- | - | - | - | --- | --- | --- | --- |
| Bielorrusia | 4 | 4 | 0 | 299 | 234 | +65 | 8   |
| Turquía     | 4 | 3 | 1 | 220 | 215 | +5  | 7   |
| Grecia      | 4 | 2 | 2 | 217 | 239 | 22  | 6   |
| Italia      | 4 | 1 | 3 | 232 | 241 | -9  | 5   |
| Polonia     | 4 | 0 | 4 | 208 | 247 | -39 | 4   |

- Resultados

| Fecha | Hora  | Partido¹    | Partido¹ | Partido¹    | Resultado |
| ----- | ----- | ----------- | -------- | ----------- | --------- |
| 11.06 | 18:00 | Polonia     | -        | Turquía     | 54-57     |
| 11.06 | 20:30 | Italia      | -        | Bielorrusia | 76-85     |
| 12.06 | 18:00 | Grecia      | -        | Italia      | 51-46     |
| 12.06 | 20:30 | Bielorrusia | -        | Polonia     | 65-49     |
| 13.06 | 18:00 | Polonia     | -        | Grecia      | 50-59     |
| 13.06 | 20:30 | Turquía     | -        | Bielorrusia | 52-67     |
| 14.06 | 18:00 | Italia      | -        | Polonia     | 66-55     |
| 14.06 | 20:30 | Grecia      | -        | Turquía     | 50-61     |
| 15.06 | 18:00 | Bielorrusia | -        | Grecia      | 82-57     |
| 15.06 | 20:30 | Turquía     | -        | Italia      | 50-44     |

- (¹) – Todos en Oradea.

### Grupo C
| Equipo       | J | G | P | PF  | PC  | DP  | PTS |
| ------------ | - | - | - | --- | --- | --- | --- |
| Rusia        | 4 | 3 | 1 | 293 | 223 | +70 | 7   |
| Serbia       | 4 | 3 | 1 | 294 | 263 | +31 | 7   |
| Croacia      | 4 | 2 | 2 | 277 | 305 | -28 | 6   |
| Letonia      | 4 | 2 | 2 | 258 | 263 | -5  | 6   |
| Gran Bretaña | 4 | 0 | 4 | 222 | 290 | -68 | 4   |

- Resultados

| Fecha | Hora  | Partido¹     | Partido¹ | Partido¹     | Resultado |
| ----- | ----- | ------------ | -------- | ------------ | --------- |
| 11.06 | 16:30 | Letonia      | -        | Serbia       | 60-76     |
| 11.06 | 19:00 | Rusia        | -        | Croacia      | 83-62     |
| 12.06 | 16:30 | Croacia      | -        | Letonia      | 67-63     |
| 12.06 | 19:00 | Gran Bretaña | -        | Rusia        | 40-71     |
| 13.06 | 16:30 | Letonia      | -        | Gran Bretaña | 67-58     |
| 13.06 | 19:00 | Serbia       | -        | Croacia      | 89-72     |
| 14.06 | 16:30 | Gran Bretaña | -        | Serbia       | 54-76     |
| 14.06 | 19:00 | Rusia        | -        | Letonia      | 62-68     |
| 15.06 | 16:30 | Croacia      | -        | Gran Bretaña | 76-70     |
| 15.06 | 19:00 | Serbia       | -        | Rusia        | 53-77     |

- (¹) – Todos en Szombathely.

### Grupo D
| Equipo     | J | G | P | PF  | PC  | DP  | PTS |
| ---------- | - | - | - | --- | --- | --- | --- |
| España     | 4 | 4 | 0 | 287 | 245 | +42 | 8   |
| Eslovaquia | 4 | 2 | 2 | 312 | 316 | -4  | 6   |
| Lituania   | 4 | 2 | 2 | 279 | 291 | -12 | 6   |
| Suecia     | 4 | 1 | 3 | 269 | 269 | 0   | 5   |
| Hungría    | 4 | 1 | 3 | 261 | 287 | -26 | 5   |

- Resultados

| Fecha | Hora  | Partido¹   | Partido¹ | Partido¹   | Resultado |
| ----- | ----- | ---------- | -------- | ---------- | --------- |
| 11.06 | 16:30 | Suecia     | -        | Eslovaquia | 69-72     |
| 11.06 | 19:00 | Lituania   | -        | España     | 58-72     |
| 12.06 | 16:30 | Eslovaquia | -        | Lituania   | 85-79     |
| 12.06 | 19:00 | Hungría    | -        | Suecia     | 63-72     |
| 13.06 | 16:30 | España     | -        | Eslovaquia | 82-81     |
| 13.06 | 19:00 | Lituania   | -        | Hungría    | 72-66     |
| 14.06 | 16:30 | Suecia     | -        | Lituania   | 68-70     |
| 14.06 | 19:00 | Hungría    | -        | España     | 46-69     |
| 15.06 | 16:30 | España     | -        | Suecia     | 64-60     |
| 15.06 | 19:00 | Eslovaquia | -        | Hungría    | 74-86     |

- (¹) – Todos en Sopron.

## Segunda fase
- Todos los partidos en la hora local de Hungría (UTC+2).

Clasifican los tres mejores equipos de cada grupo y se distribuyen en dos grupo, el E con los tres primeros de los grupos A y B y el F con los tres primeros de los grupos C y D. Cada equipo inicia esta segunda fase con los puntos que consiguieron en la primera fase, exceptuando los puntos obtenidos en el partido con el equipo eliminado.

### Grupo E
| Equipo          | J | G | P | PF  | PC  | DP  | PTS |
| --------------- | - | - | - | --- | --- | --- | --- |
| Turquía         | 5 | 4 | 1 | 299 | 262 | +37 | 9   |
| Francia         | 5 | 4 | 1 | 335 | 308 | +27 | 9   |
| Bielorrusia     | 5 | 2 | 3 | 349 | 323 | +26 | 7   |
| Montenegro      | 5 | 2 | 3 | 319 | 340 | -21 | 7   |
| Grecia          | 5 | 2 | 3 | 299 | 328 | -29 | 7   |
| República Checa | 5 | 1 | 4 | 319 | 359 | -40 | 6   |

- Resultados

| Fecha | Hora  | Partido¹        | Partido¹ | Partido¹        | Resultado |
| ----- | ----- | --------------- | -------- | --------------- | --------- |
| 17.06 | 15:30 | Turquía         | -        | Montenegro      | 61-41     |
| 17.06 | 18:00 | República Checa | -        | Bielorrusia     | 73-70     |
| 17.06 | 20:30 | Grecia          | -        | Francia         | 42-51     |
| 19.06 | 15:30 | Montenegro      | -        | Bielorrusia     | 77-72     |
| 19.06 | 18:00 | Grecia          | -        | República Checa | 74-71     |
| 19.06 | 20:30 | Francia         | -        | Turquía         | 56-66     |
| 21.06 | 15:30 | Turquía         | -        | República Checa | 59-48     |
| 21.06 | 18:00 | Montenegro      | -        | Grecia          | 63-76     |
| 21.06 | 20:30 | Bielorrusia     | -        | Francia         | 58-64     |

- (¹) – Todos en Debrecen.

### Grupo F
| Equipo     | J | G | P | PF  | PC  | DP   | PTS |
| ---------- | - | - | - | --- | --- | ---- | --- |
| España     | 5 | 5 | 0 | 406 | 328 | +78  | 10  |
| Lituania   | 5 | 3 | 2 | 371 | 367 | +4   | 8   |
| Rusia      | 5 | 3 | 2 | 366 | 320 | +46  | 8   |
| Serbia     | 5 | 2 | 3 | 370 | 387 | -17  | 7   |
| Eslovaquia | 5 | 2 | 3 | 385 | 374 | +11  | 7   |
| Croacia    | 5 | 0 | 5 | 312 | 434 | -122 | 5   |

- Resultados

| Fecha | Hora  | Partido¹   | Partido¹ | Partido¹   | Resultado |
| ----- | ----- | ---------- | -------- | ---------- | --------- |
| 18.06 | 15:30 | Eslovaquia | -        | Serbia     | 74-76     |
| 18.06 | 18:00 | Lituania   | -        | Rusia      | 78-74     |
| 18.06 | 20:30 | Croacia    | -        | España     | 52-95     |
| 20.06 | 15:30 | Lituania   | -        | Croacia    | 83-64     |
| 20.06 | 18:00 | Rusia      | -        | Eslovaquia | 75-61     |
| 20.06 | 20:30 | Serbia     | -        | España     | 80-91     |
| 22.06 | 15:30 | Eslovaquia | -        | Croacia    | 84-62     |
| 22.06 | 18:00 | España     | -        | Rusia      | 66-57     |
| 22.06 | 20:30 | Serbia     | -        | Lituania   | 72-73     |

- (¹) – Todos en Győr.

## Fase final
- Todos los partidos en la hora local de Hungría (UTC+2).

|  | Cuartos de final | Cuartos de final |             |         | Semifinales | Semifinales |             |              | Final        | Final       |  |
|  | 24 y 25 de junio | 24 y 25 de junio |             |         | 26 de junio | 26 de junio |             |              | 28 de junio  | 28 de junio |  |
|  |                  |                  |             |         |             |             |             |              |              |             |  |
|  |                  |                  |             |         |             |             |             |              |              |             |  |
|  | Turquía          | 63               |             |         |             |             |             |              |              |             |  |
|  | Turquía          | 63               |             |         |             |             |             |              |              |             |  |
|  | Serbia           | 75               |             |         |             |             |             |              |              |             |  |
|  | Serbia           | 75               |             | Serbia  | 74          |             |             |              |              |             |  |
|  |                  |                  |             | Serbia  | 74          |             |             |              |              |             |  |
|  |                  |                  | Bielorrusia | 72      |             |             |             |              |              |             |  |
|  | Lituania         | 66               | Bielorrusia | 72      |             |             |             |              |              |             |  |
|  | Lituania         | 66               |             |         |             |             |             |              |              |             |  |
|  | Bielorrusia      | 68               |             |         |             |             |             |              |              |             |  |
|  | Bielorrusia      | 68               |             |         |             |             |             | Serbia       | 76           |             |  |
|  |                  |                  |             |         |             |             |             | Serbia       | 76           |             |  |
|  |                  |                  | Francia     | 68      |             |             |             |              |              |             |  |
|  | Francia          | 77               | Francia     | 68      |             |             |             |              |              |             |  |
|  | Francia          | 77               |             |         |             |             |             |              |              |             |  |
|  | Rusia            | 74               |             |         |             |             |             |              |              |             |  |
|  | Rusia            | 74               |             | Francia | 63          |             |             | Tercer lugar | Tercer lugar |             |  |
|  |                  |                  |             | Francia | 63          |             |             | Tercer lugar | Tercer lugar |             |  |
|  |                  |                  | España      | 58      |             |             |             |              |              |             |  |
|  | España           | 75               | España      | 58      |             |             | Bielorrusia | 58           |              |             |  |
|  | España           | 75               |             |         |             |             | Bielorrusia | 58           |              |             |  |
|  | Montenegro       | 74               |             |         |             |             |             |              | España       | 74          |  |
|  | Montenegro       | 74               |             |         |             |             |             |              | España       | 74          |  |
|  |                  |                  |             |         |             |             |             |              |              |             |  |

### Cuartos de final
| Fecha | Hora  | Partido¹ | Partido¹ | Partido¹    | Resultado |
| ----- | ----- | -------- | -------- | ----------- | --------- |
| 24.06 | 18:00 | Turquía  | -        | Serbia      | 63-75     |
| 24.06 | 20:30 | Lituania | -        | Bielorrusia | 66-68     |
| 25.06 | 18:00 | España   | -        | Montenegro  | 75-74     |
| 25.06 | 20:30 | Francia  | -        | Rusia       | 77-74     |

- (¹) – Todos en Budapest.

### Semifinales
| Fecha | Hora  | Partido¹ | Partido¹ | Partido¹    | Resultado |
| ----- | ----- | -------- | -------- | ----------- | --------- |
| 26.06 | 18:00 | Serbia   | -        | Bielorrusia | 74-72     |
| 26.06 | 20:30 | Francia  | -        | España      | 63-58     |

- (¹) – En Budapest.

### Tercer lugar
| Fecha | Hora  | Partido¹    | Partido¹ | Partido¹ | Resultado |
| ----- | ----- | ----------- | -------- | -------- | --------- |
| 28.06 | 16:30 | Bielorrusia | -        | España   | 58-74     |

- (¹) – En Budapest.

### Final
| Fecha | Hora  | Partido¹ | Partido¹ | Partido¹ | Resultado |
| ----- | ----- | -------- | -------- | -------- | --------- |
| 28.06 | 19:00 | Serbia   | -        | Francia  | 76-68     |

- (¹) – En Budapest.

## Medallero
| Serbia | Francia | España |
| Tijana Ajduković Dajana Butulija Saša Čađo Ana Dabović Milica Dabović Nevena Jovanović Sara Krnjić Jelena Milovanović Danielle Page Sonja Petrović Tamara Radočaj Kristina Topuzović | Ana Căta-Chițiga Héléna Ciak Céline Dumerc Olivia Époupa Sandrine Gruda Anaël Lardy Sarah Michel Endéné Miyem Paoline Salagnac Gaëlle Skrela Diandra Tchatchouang Isabelle Yacoubou | Anna Cruz Silvia Domínguez Laura Gil Laura Herrera Nuria Martínez Laura Nicholls Astou Ndour Laia Palau Lucila Pascua Leticia Romero Alba Torrens Marta Xargay |
| Marina Maljković (seleccionadora) | Valérie Garnier (seleccionadora) | Lucas Mondelo (seleccionador) |

## Estadísticas

### Clasificación general
| 1. Serbia           |
| 2. Francia          |
| 3. España           |
| 4. Bielorrusia      |
| 5. Turquía          |
| 6. Rusia            |
| 7. Montenegro       |
| 8. Lituania         |
| 9. Eslovaquia       |
| 10. Grecia          |
| 11. República Checa |
| 12. Croacia         |
| 13. Letonia         |
| 14. Suecia          |
| 15. Italia          |
| 16. Ucrania         |
| 17. Hungría         |
| 18. Polonia         |
| 19. Rumania         |
| 20. Gran Bretaña    |

### Máximas anotadoras
| N.º | Nombre            | Selección  | Puntos | Pts./partido | Partidos jugados |
| --- | ----------------- | ---------- | ------ | ------------ | ---------------- |
| 1   | Alba Torrens      | España     | 197    | 19,7         | 10               |
| 2   | Sandrine Gruda    | Francia    | 178    | 17,8         | 10               |
| 3   | Kristi Toliver    | Eslovaquia | 122    | 17,4         | 7                |
| 4   | Lara Sanders      | Turquía    | 167    | 16,7         | 10               |
| 5   | Angelica Robinson | Montenegro | 159    | 15,9         | 10               |

Fuente: 

### Equipo ideal
- Mejor jugadora del campeonato —MVP—: Ana Dabović ( Serbia).[1]

| Posición | Nombre         | País    |
| -------- | -------------- | ------- |
| Base     | Céline Dumerc  | Francia |
| Escolta  | Ana Dabović    | Serbia  |
| Alero    | Alba Torrens   | España  |
| Alero    | Sonja Petrović | Serbia  |
| Pívot    | Sandrine Gruda | Francia |

Fuente: 